# David J. Long
David Jeffrey Long (1950) is een Amerikaans componist en muziekpedagoog.

## Levensloop
Long studeerde muziek aan de Arizona State University in Phoenix en behaalde zijn Bachelor of Music. Verder studeerde hij aan de North Texas State University en behaalde aldaar zowel zijn Master of Music (1975) als zijn Ph.D. (Philosophiæ Doctor). 
Hij is werkzaam als docent voor muziektheorie, compositie, orkestratie, geschiedenis van de jazz en als huiscomponist aan de University of Mary Washington in Fredericksburg. Hij is eveneens bezig als freelance-componist. Zijn werken worden meestal door (harmonie-)orkesten van universiteiten en conservatoria in de Verenigde Staten, Canada, Frankrijk, Zwitserland en Duitsland uitgevoerd.

## Composities

### Werken voor orkest
- 1975 Nyiragongo, voor orkest
- 1991 Concert Piece, voor marimba en orkest (of piano)
- 1997 Concert, voor marimba en orkest (of piano)

### Werken voor harmonieorkest
- 1997 Concert, voor marimba en harmonieorkest
- 1997 Homage to Normandy, voor harmonieorkest - gecomponeerd ter hulde aan de gesneuvelde soldaten tijdens de Operatie Overlord
  1. Elegy: For All of the Fallen
  2. In Resolution: Toward the Final Victory
- 1997 Scenes of the Rappahannock
- 2000 Tangents
- 2002 A Festive Prelude
- 2003 Teatime Tango
- 2004 Procession
- 2006 From the Sands of Kittyhawk
- 2006 Medieval Holiday
- 2009 Their Finest Hour
  1. At the Onset
  2. In the Shadows
  3. Arrival

### Vocale muziek

#### Werken voor koor
- 2003 2 Dickinson Settings, voor gemengd (of: vrouwen-)koor, piano en 2 slagwerkers - tekst: Emily Dickinson
  1. Heart! We will forget him!
  2. Will there really be morning?

### Kamermuziek
- 2002 Practus Interruptus, voor altsaxofoon en 2 slagwerkers
- 2010 Diabolic Meditations, voor marimba en piano
- Five Sketches, voor altviool, marimba en piano
- Frustra, voor 8 koperblazers en 5 slagwerkers
- Three Vignettes, voor viool, cello en piano

### Werken voor slagwerk
- 1990 Impetus, voor slagwerkkwintet
- 1990 Birth of a King, voor toetseninstrument en slagwerkensemble
- 1990 Mixtures, voor slagwerkkwintet
- 1990 The Wait, voor slagwerkseptet
- 1991 Three Movements, voor toetseninstrument en slagwerkkwintet
- 1992 Synopsis, Sinfonia voor slagwerkensemble
- 1995 Essences of the Four Signs, voor slagwerkensemble
- 1998 The Crystals, voor slagwerkensemble (vibrafoon, buisklokken (2); chimes, crotales, xylofoon (2); marimba 1; marimba 2; marimba 3; marimba 4; bass marimba; pauken)
- 2001 Jubilee, voor slagwerkensemble
- 2001 Mystic Prelude, voor slagwerkensemble
- 2002 Spirits, voor piano en slagwerkseptet
- 2004 Mixtures 2, voor slagwerkoctet
- 2004 Reverie, voor marimba
- 2005 Impulsion, voor slagwerkkwintet
- 2007 A swingin' bossa - a little night music no. 1, voor slagwerkensemble
- 2008 Il Difetto Tragico, voor 4 marimba
- Aria from "Three Scenes", voor toetseninstrument en slagwerkensemble
- Elite Syncopations, voor slagwerkensemble
- For Elise, voor slagwerkensemble
- Mixed Motives, voor slagwerkseptet
- Three Scenes, voor marimba
- Winged Victory, voor slagwerkoctet